# (34975) 1050 T-3
1050 T-3 (asteroide 34975) é um asteroide da cintura principal. Possui uma excentricidade de 0.03284960 e uma inclinação de 8.57315º.
Este asteroide foi descoberto no dia 17 de outubro de 1977 por Cornelis Johannes van Houten e Ingrid van Houten-Groeneveld e Tom Gehrels em Palomar.